# Simulium buckleyi
Simulium buckleyi är en tvåvingeart som beskrevs av Meillon 1944. Simulium buckleyi ingår i släktet Simulium och familjen knott. Inga underarter finns listade i Catalogue of Life.